# Rafael Bastos
Rafael Bastos (født 1. januar 1985) er en tidligere japansk fodboldspiller.